# Meistera botryoidea
Meistera botryoidea là một loài thực vật có hoa trong họ Gừng. Loài này được Elizabeth Jill Cowley mô tả khoa học đầu tiên năm 2000 dưới danh pháp Amomum botryoideum. Năm 2018, Jana Leong-Škorničková và Mark Newman chuyển nó sang chi Meistera mới được phục hồi.

## Phân bố
Loài này có tại Brunei.